# Franzl Lang
Franz Lang, detto Franzl (Monaco di Baviera, 28 dicembre 1930 – Monaco di Baviera, 6 dicembre 2015), è stato un cantante tedesco, noto jodeler conosciuto anche col nome di Re dello Jodel.
Oltre a cantare (in bavarese), Lang suonava la chitarra e la fisarmonica, ed è stato inoltre autore di alcuni libri sullo jodel.
Per la notevole dimestichezza vocale, è il padre dello jodel tedesco e tirolese e a livello professionale , la sua attività musicale è incessante per quasi 60 anni, fino alla morte all’età di 84 anni nel 2015.
Franzl Lang è ad oggi il miglior interprete in assoluto del canto tipico delle sue montagne, lo jodel.

## Biografia
Cresciuto a Monaco di Baviera, Lang iniziò a lavorare come attrezzista. Imparò a suonare la fisarmonica all'età di nove anni.
Nel 1968 ottenne il più suo grande successo con la canzone Kufstein-Lied, legata alla città tirolese. Questo motivo è divenuto ormai un pezzo noto ed apprezzato a livello internazionale ed è sempre riproposto come musica folcloristica anche da musicisti successivi.
A partire dal 1970 fu ospite come intrattenitore musicale nella trasmissione Lustige Musikanten della televisione tedesca-occidentale ZDF, proponendo motivi perlopiù legati al suo genere artistico.
Lang vendette oltre 10 milioni di dischi, conquistando 20 dischi d'oro e un disco di platino all'interno dell'industria discografica tedesca.
Una seconda vita gli è stata data dalla riproposizione dei suoi video nella rete internet, che ne ha fatto un campione di visualizzazioni. Ad oggi il suo video 'Einen Jodler hör i gern' conta più di 15 milioni di visite sul canale Youtube, mentre il suo video 'Yodelling' è arrivato a 21 milioni di visualizzazioni.

## Vita privata
Dalla moglie Johanna ebbe un figlio (Franz Herbert) e una figlia (Christl).

## Singoli
- Jodlerg'sang und Zitherklang   - Aus Freude am Leben  - Auf der Ganzen Welt   - Mei Vater is an Appenzeller  - Das Kreuz der blauen Berge  - Der Jodelexpress  - Klarinettenmuckl Jodler  - Wenn ich auf hohen Bergen steh'  Franzl Lang - Tiroler Bravour Jodler  - In München steht ein Hofbräuhaus  - Ich wünsch' mir eine Jodlerbraut  - Hinterbrixer Polka  - Einen Jodler hör i gern  - Auto Jodler 1961   - Alles ändert sich  - Jodel-Medleyp  - Auf und auf voll Lebenslust
- e Jodlerbraut 19